# Lymantria ascetria
Lymantria ascetria este o specie de molii din genul Lymantria, familia Lymantriidae, descrisă de Hübner 1821 Conform Catalogue of Life specia Lymantria ascetria nu are subspecii cunoscute.